# クリスチャン・インゲブリグトセン
クリスチャン・インゲブリグトセン (Christian Ingebrigtsen,1977年1月25日 - ) は ノルウェーのシンガーソングライターでありボーイバンドのA1 (バンド)として知られている。
ソングライターとしては2008年からノルウェーのユーロビジョン・ソング・コンテスト予選のメロディー・グランプリに多くの曲を出品した。2020年にウルリッケの「Attention」が優勝した。